# Seznam švedskih šahistov
Seznam švedskih šahistov.

## A
- Ralf Åkesson
- Ulf Andersson

## B
- Erik Blomqvist

## C
- Pia Cramling

## H
- Jonny Hector
- Tiger Hillarp Persson

## L
- Erik Lundin

## S
- Gideon Stahlberg

}